# ガドルト地区
ガドルト地区（ガドルトちく、ロシア語: Гадрутский район, アルメニア語: Հադրութի շրջան, アゼルバイジャン語: Һадрут рајону）はアゼルバイジャン・ソビエト社会主義共和国領ナゴルノ・カラバフ自治州に1930年から1991年まで存在した地区。ガドルトを首府とし、面積は700平方キロメートル。

## 沿革
1930年8月8日に「ディザク地区」(Дизакский район, Դիզակ շրջան, 現代アゼルバイジャン語: Dizak rayonu) として設置され、1939年9月17日に「ガドルト（ハドルト）地区」と改称された。1991年の「ナゴルノ・カラバフ共和国」成立に伴いアルメニア人勢力はここをその行政区画「ハドルト地区」としたが、一方のアゼルバイジャン最高会議 (ru) は同年11月26日の自治州解体に伴いガドルト地区を廃止し、その領域をホジャヴェンド県（旧マルトゥニ地区）に編入することを決定した (s:az)。ナゴルノ・カラバフ戦争中はソ連軍とアゼルバイジャンOMON (ru) による円環作戦の対象となり荒廃したが、1993年に地区はアルメニア人の勢力下に入った。2020年の第二次ナゴルノ・カラバフ戦争によりアゼルバイジャン軍に占領され、そのままアゼルバイジャン領に復帰した。

## 人口推移
地区の民族別人口は以下のように推移している。
- 総人口
- アルメニア人
- アゼルバイジャン人
- ロシア人

## 行政区分
1977年の時点で、地区にはガドルト町と38の村、そしてそれらを管轄する1つの集落ソビエトと13の村ソビエトが存在した。
- ガドルト集落ソビエト
  - ガドルト
  - チャキ（アゼルバイジャン語版）
  - コチュベク（アゼルバイジャン語版）
  - バンク
  - ノラシェン（アルメニア語版）
  - タガセル（アルメニア語版）
  - エディシャ（アルメニア語版）
  - ケムラクチュ（アルメニア語版）
- アズィフ村ソビエト
  - アズィフ（ロシア語版）
  - サラカティン (en)
  - トラフティク（アゼルバイジャン語版）
- アラキュリ村ソビエト
  - アラキュリ（アゼルバイジャン語版）
  - ジラン（アゼルバイジャン語版）
  - ブニャドルィ (az)
  - ダシュバシュイ
  - ミュリキュデレ（英語版）
- ブルタン村ソビエト
  - ブルタン（アゼルバイジャン語版）
  - フィルマンジュク（アルメニア語版）
  - メリクジャンルィ（アルメニア語版）
- ドナンラル村ソビエト
  - ドナンラル（アルメニア語版）
- ドムィ村ソビエト
  - ドムィ（アゼルバイジャン語版）

- ザムズル村ソビエト
  - ザムズル（アゼルバイジャン語版）
  - シャガフ（アゼルバイジャン語版）
- メツタグラル村ソビエト
  - メツタグラル（ロシア語版）
- トゥグ村ソビエト
  - トゥグ（ロシア語版）
  - アタグト（アゼルバイジャン語版）
  - アカク（アゼルバイジャン語版）
  - スサンルィク（アルメニア語版）
- ヒンタグラル村ソビエト
  - ヒンタグラル（アゼルバイジャン語版）
  - アグジャケンド（アルメニア語版）
- フツァベルト村ソビエト
  - フツァベルト（アゼルバイジャン語版）
  - アルパギャディク (az)
- チラグズ村ソビエト
  - チラグズ（アルメニア語版）
  - マメダゾル（アルメニア語版）
- ツァクリ村ソビエト
  - ツァクリ（アルメニア語版）
- エディッリ村ソビエト
  - エディッリ（アゼルバイジャン語版）
  - アグブラク（アゼルバイジャン語版）
  - アフッル（アルメニア語版）
  - ドゥドゥクチ（アルメニア語版）

1939年には48の集落が存在したが、1950年代から1980年代にかけてそのうち8か所が破壊され、3か所はアゼルバイジャン人居住区に統合されたとされる。